# Église de la Santissima Trinità degli Spagnoli
Pour l’article homonyme, voir Église Santissima Trinità degli Spagnoli (Rome).
L'église de la Santissima Trinità degli Spagnoli (Très-Sainte-Trinité-des-Espagnols) est une église catholique de Naples située sur la place homonyme dans les Quartiers Espagnols. Elle est dédiée à la Très Sainte Trinité.

## Histoire

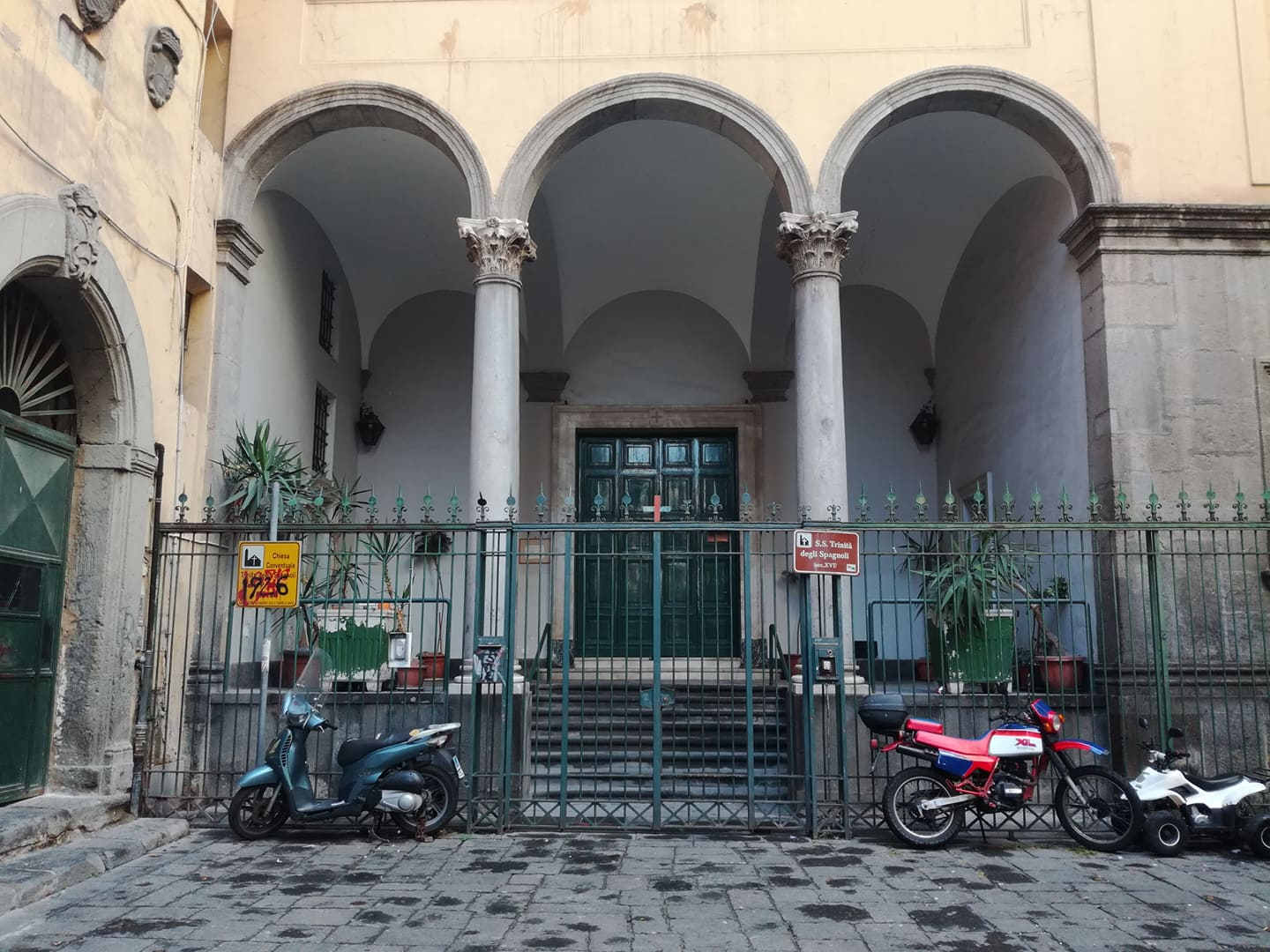
Détail du portique.

L'église est fondée en 1573 par des habitants du quartier et devient ensuite la propriété des Espagnols de l'endroit, puis celle de la communauté religieuse des trinitaires (institués sous Innocent III) dont l'objet est le rachat des captifs chrétiens des pirates musulmans et la rédemption des prisonniers. L'église est réaménagée par les trinitaires et restaurée en 1788 avec un nouveau décor intérieur. Ferdinand Ier des Deux-Siciles la fait rénover encore en 1794. Pendant l'occupation française, les religieux sont expropriés et expulsés et le couvent est transformé en habitations privées, tandis que l'église est privée de son mobilier et dépouillée de ses œuvres d'art, notamment d'une Sainte Trinité avec Notre Dame du Remède du XVIIe siècle.
Le portique extérieur remonte au milieu du XVIIe siècle.

## Source de la traduction
- (it) Cet article est partiellement ou en totalité issu de l’article de Wikipédia en italien intitulé « Chiesa della Santissima Trinità degli Spagnoli » (voir la liste des auteurs).